# Harbuzów
Harbuzów (ukr. Гарбузів) – wieś na Ukrainie w rejonie tarnopolskim należącym do obwodu tarnopolskiego.
Do 2020 w rejonie zborowskim.